# Estigmene lineata
Estigmene lineata là một loài bướm đêm thuộc phân họ Arctiinae, họ Erebidae.